# 內華達州第一國會選區
內華達州第一國會選區（英語：Nevada's 1st congressional district）是美国内华达州的一個國會選區，始於1983年。範圍包括拉斯維加斯的大部份、北拉斯維加斯和克拉克縣一部份。2000年人口666,088人。
本區議席多數時間為民主黨把持，目前該區眾議員為民主黨的迪娜·泰特思。